# Вулиця Павла Скоропадського (Миколаїв)

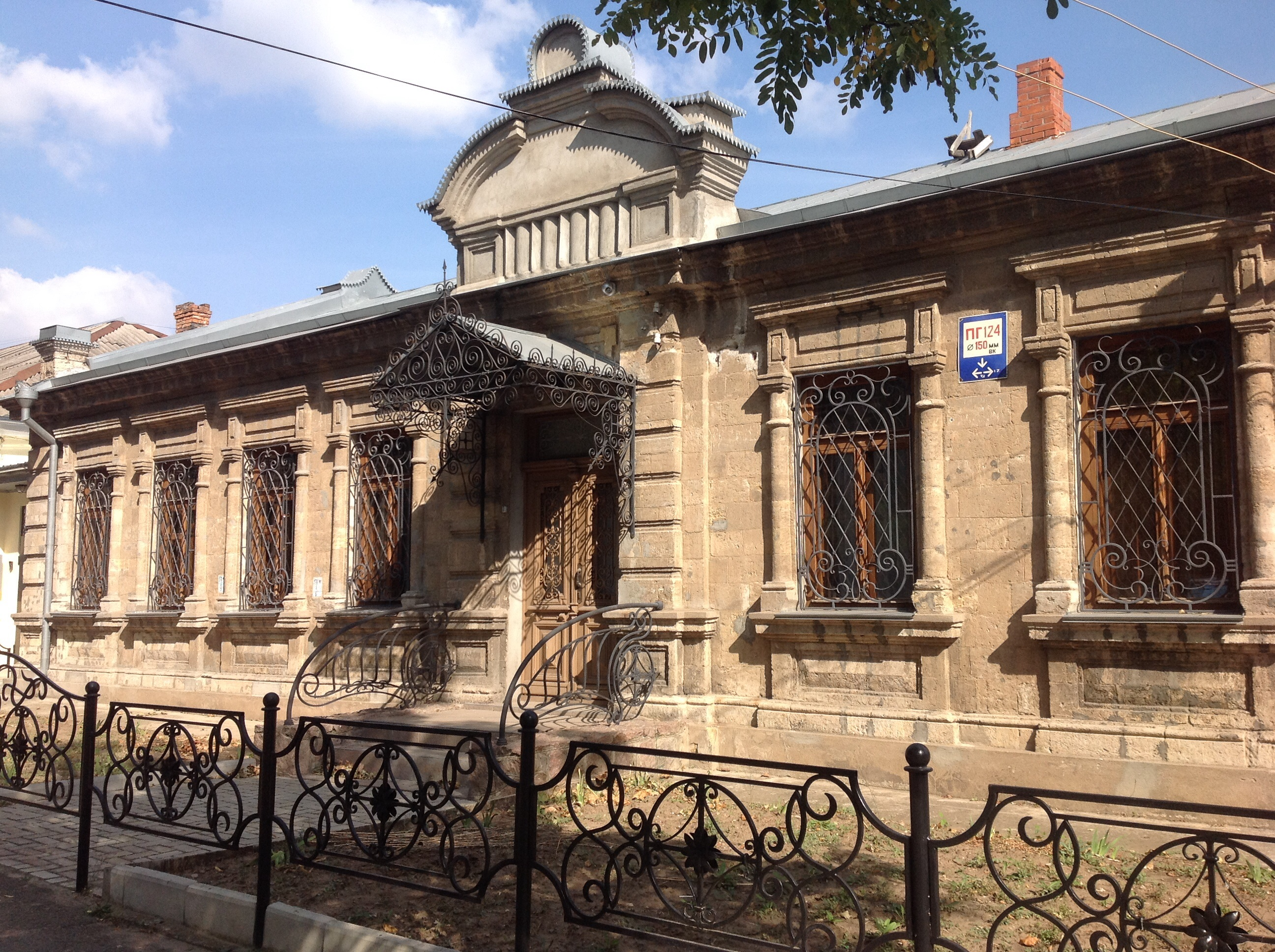
Житловий будинок середини XIX ст. Вул. Павла Скоропадського, 12 (пам'ятка архітектури)

Ву́лиця Павла́ Скоропа́дського — вулиця в історичній частині міста Миколаєва.

## Розташування
Вулиця Павла Скоропадського — поздовжня вулиця в Городовій частині старого Миколаєва. Нині вона обмежена зі сходу вулицею Маріупольською, а із заходу — Спаським узвозом. Має протяжність близько 1 850 м.

## Історія
У 1822 році поліцмейстер П. І. Федоров запропонував назвати цю вулицю Католицькою, оскільки вона проходила повз Католицьку церкву, розташовану на перетині з Молдаванською вулицею (зараз Вулиця Захисників Миколаєва), але назва не була затверджена адміралом О. С. Грейгом.
У 1835 році поліцмейстер Г. Г. Автомонов повторно запропонував цю назву і вона була прийнята. У 20-ті роки XX століття перейменована на вулицю Мархлевського в пам'ять про польського революціонера Юліана Мархлевського.
У 1986 році перейменована на вулицю адмірала Макарова, оскільки на її початку розташований будинок, де у 1849 році жив відомий океанограф, кораблебудівник і віце-адмірал Чорноморського флоту Степан Осипович Макаров (загинув у 1904 році на броненосці «Петропавловськ»). На цьому будинку встановлена меморіальна дошка адміралу Макарову.
26 липня 2024 року вулицю адмірала Макарова перейменовано і розпорядженням голови Миколаївської обласної державної адміністрації Віталія Кіма відповідно до Закону України «Про засудження та заборону пропаганди російської імперської політики в Україні і деколонізацію топонімії» надано ім'я Павла Скоропадського — українського борця за незалежність XX століття, гетьмана Української Держави.

## Будівлі і пам'ятки
- Будинок, в якому народився і жив С. О. Макаров. Знаходиться за адресою вулиця Адмірала Макарова, 4.
- Будинок співробітників міністерства зв'язку (будівля 1955 року, присвоєно статус щойно виявленого об'єкту культурної спадщини[3]). Знаходиться за адресою вулиця Адмірала Макарова, 8.
- Будинок, у якому жив відомий інженер, доктор технічних наук, професор і ректор Національного університету кораблебудування Віктор Михайлович Бузник. Знаходиться за адресою вулиця Адмірала Макарова, 34.
- Будинок купця 2-ї гільдії Павла Михайловича Стоянова 1910 року будівництва. Знаходиться за адресою вулиця Адмірала Макарова, 40.
- Будинок на розі вулиць Фалєєвської і Адмірала Макарова, де розміщувалися поштово-телеграфна контора і заїжджий двір. У різний час тут зупинялися В. Г. Бєлінський, М. О. Добролюбов, М. С. Щепкін та інші відомі діячі культури.
- Римо-католицький костел святого Йосипа. Розташований на розі з вулицею Декабристів.
- Будинок, в якому розташовувався готель Леоніда Васильовича Інглезі (сучасний готель «Континент») — один з найстаріших готелів Миколаєва, вперше згаданий у 1893 році. Знаходиться за адресою вулиця Адмірала Макарова, 41.

- Пам'ятник корабелам і флотоводцям Миколаєва. Розташований між вулицями Маріупольською, Адмірала Макарова, Соборною та Центральним проспектом.

## Галерея

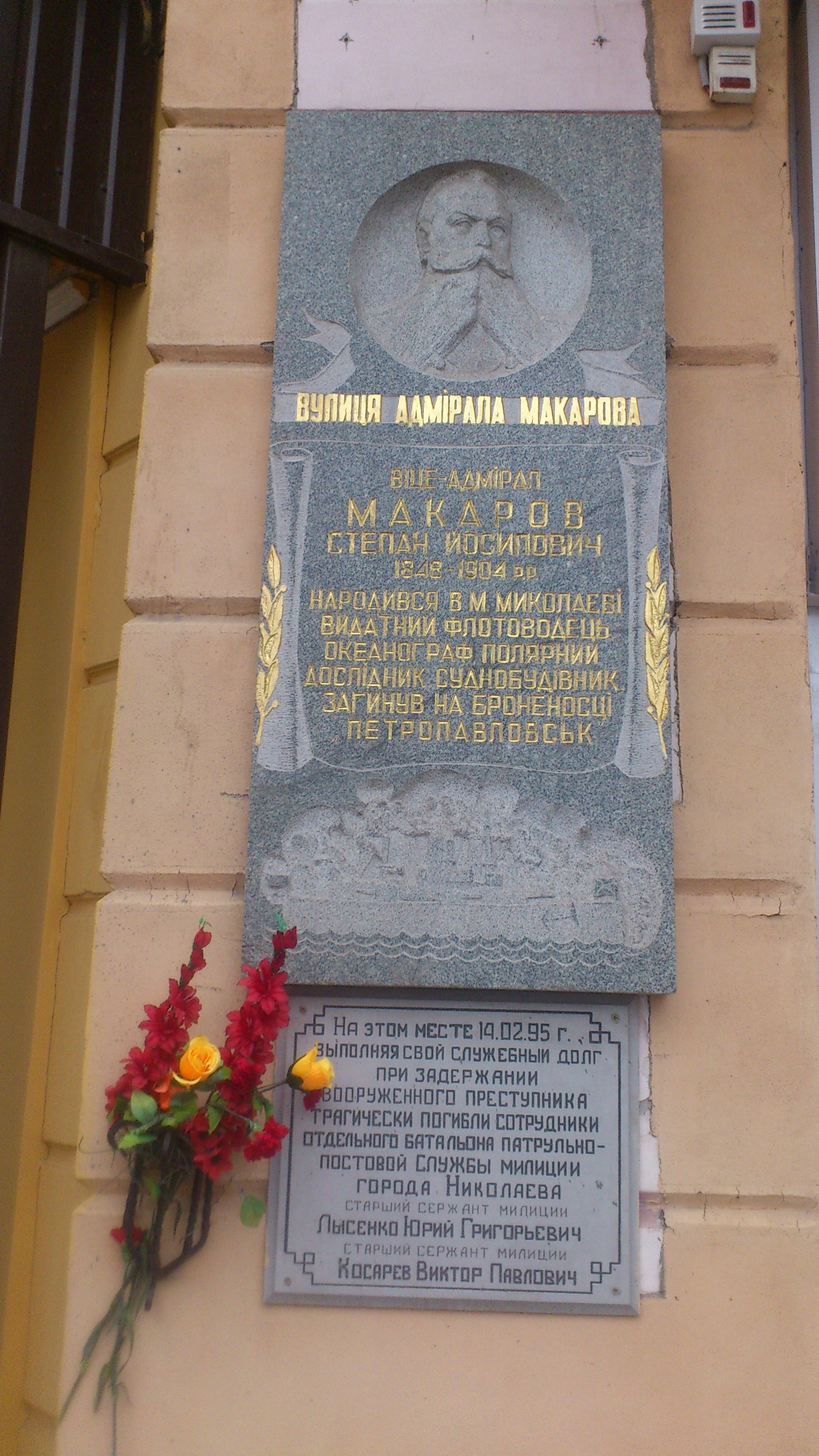
Меморіальна дошка С. О. Макарову, ріг вулиць Адміарала Макарова і Соборної
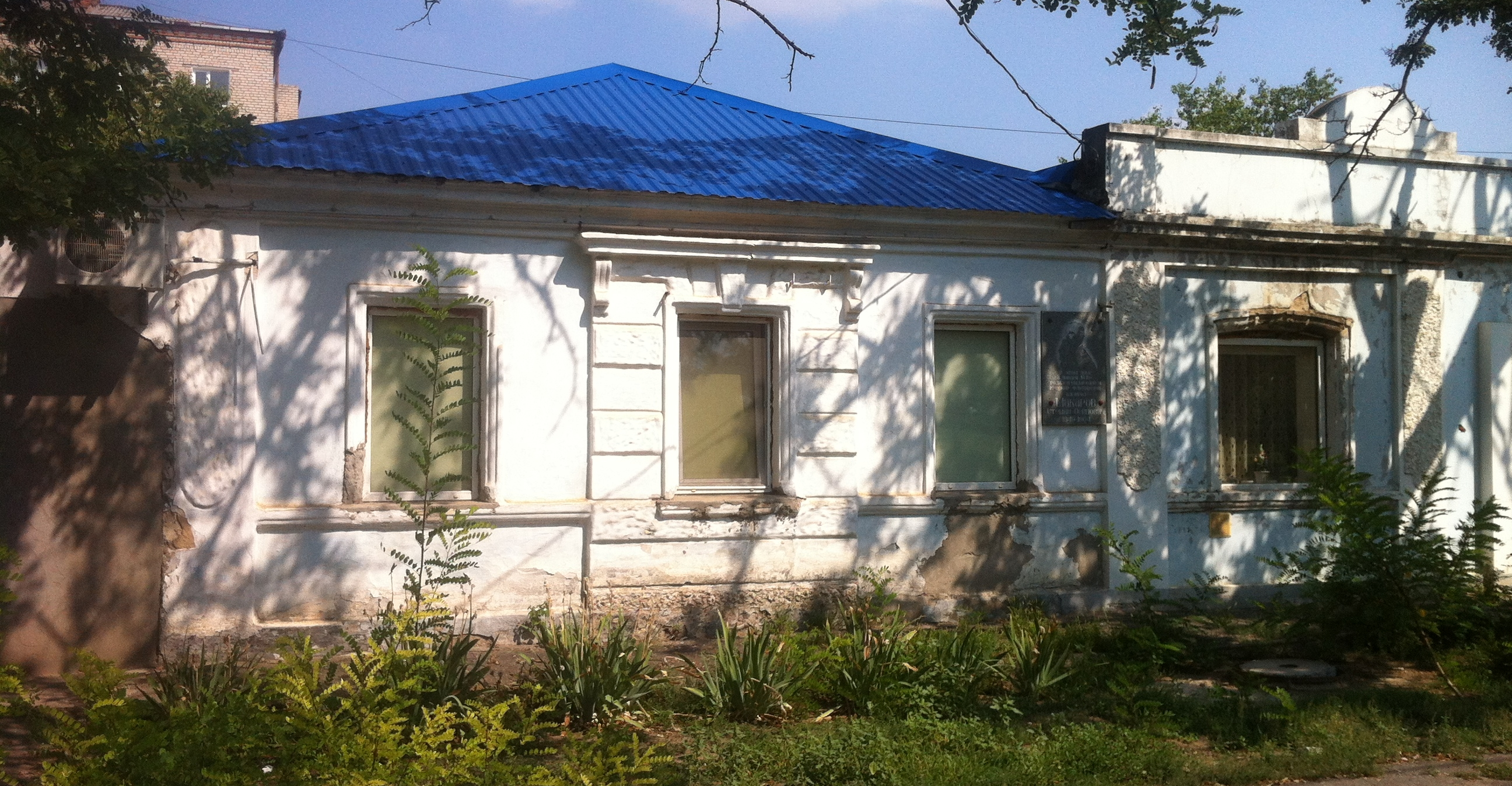
Будинок, в якому народився і жив С. О. Макаров
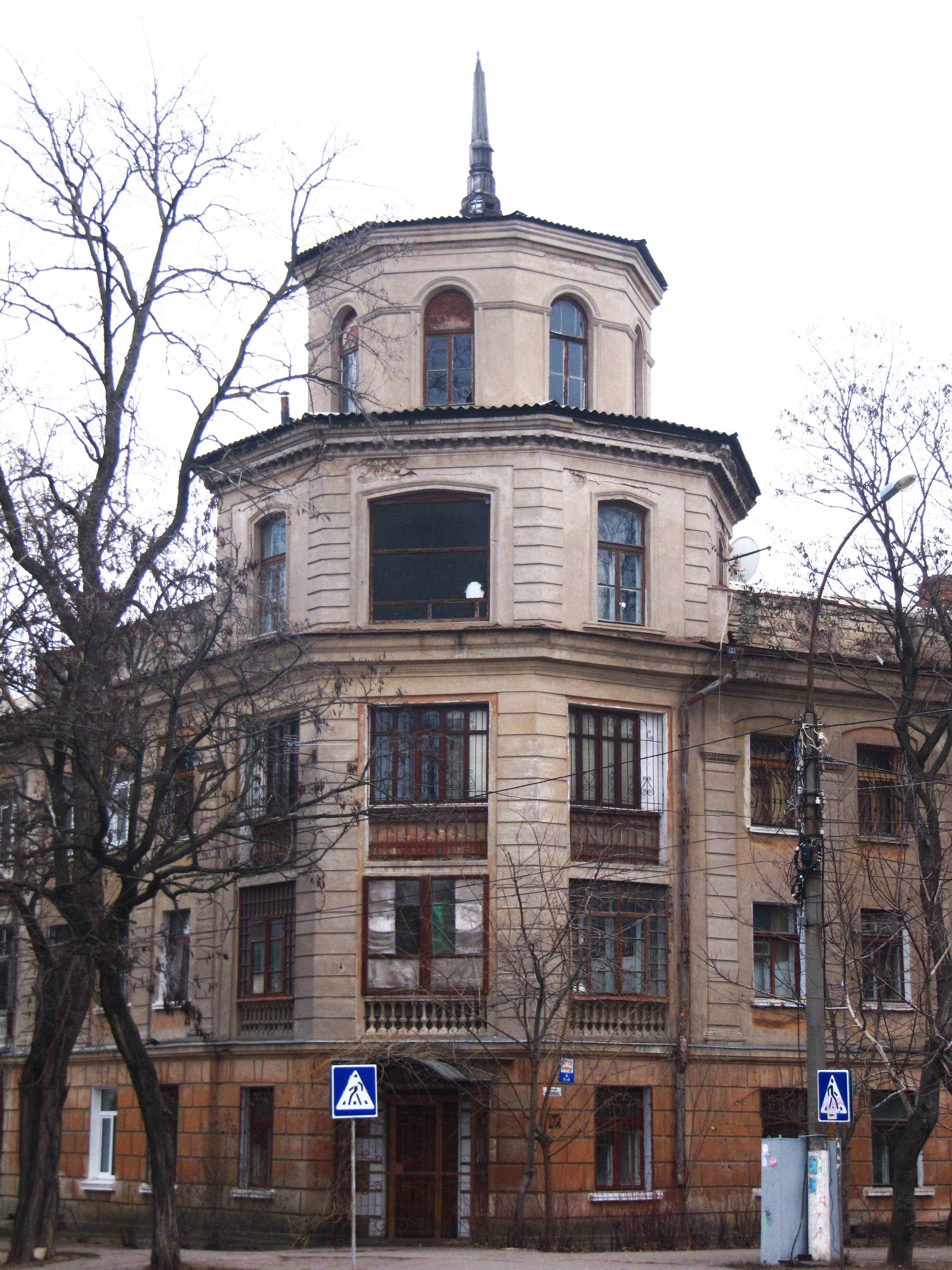
Будинок співробітників міністерства зв'язку
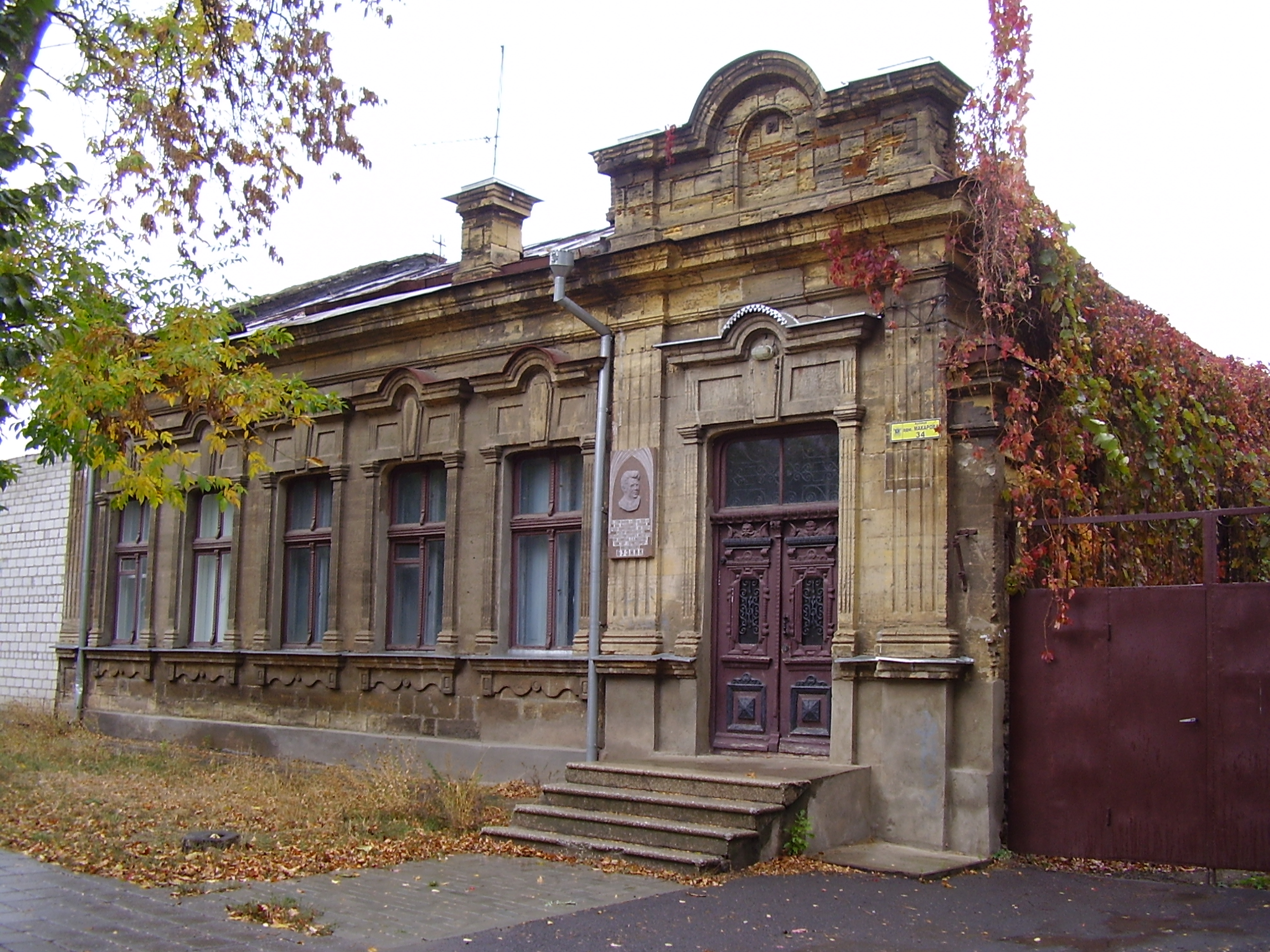
Будинок, у якому жив Віктор Михайлович Бузник
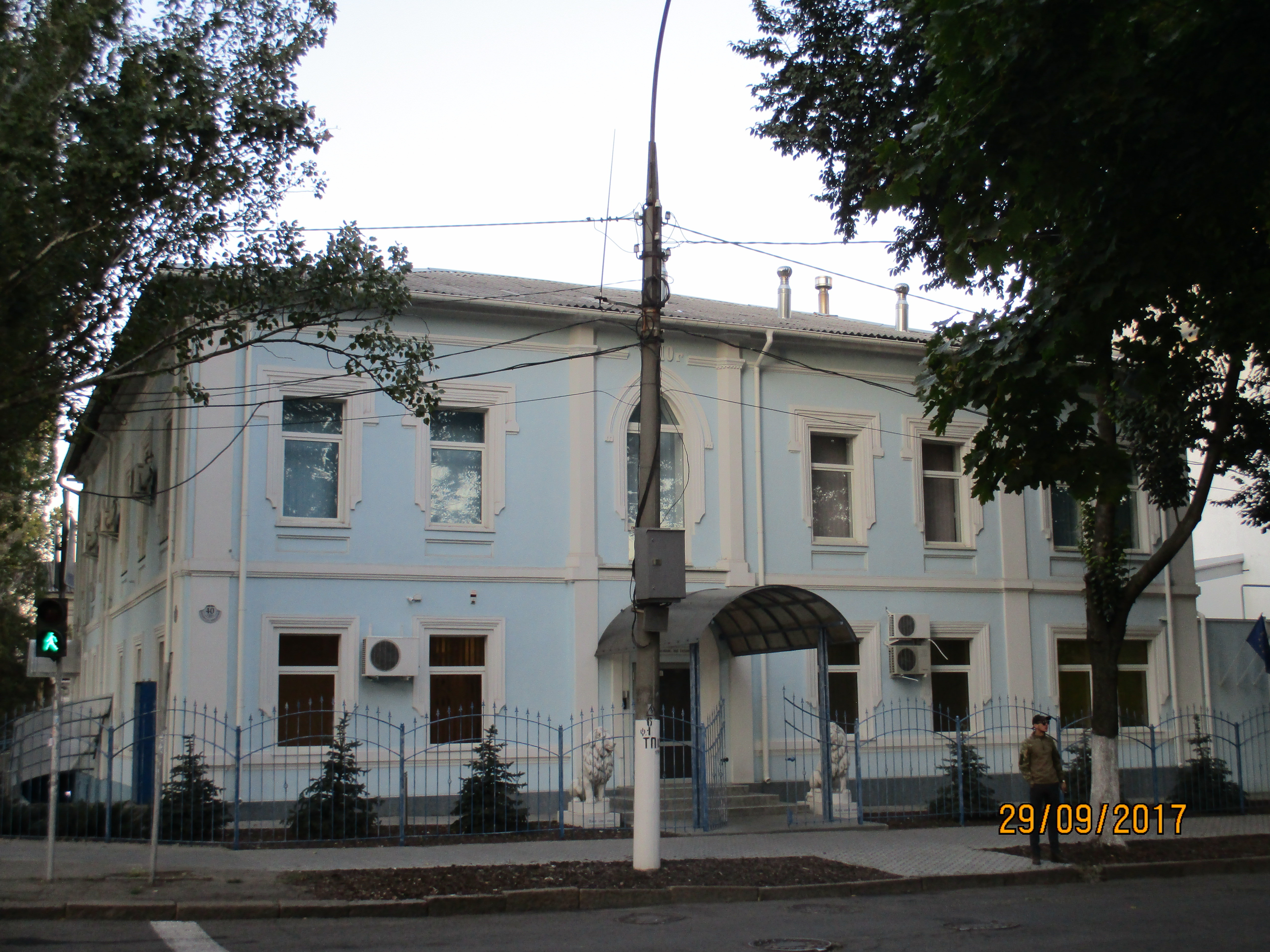
Будинок Павла Михайловича Стоянова